# Pol (kommun)
Pol är en kommun i Spanien.  Den ligger i provinsen Lugo i den autonoma regionen Galicien i den nordvästra delen av landet, 400 km nordväst om huvudstaden Madrid. Antalet invånare är 1 542 (2024).